# رود بلک‌واتر، اسکس
رود بلک‌واتر رودی است که به دریای شمال می‌ریزد. این رود از کشور بریتانیا می‌گذرد.